# 安保詮
安保 詮(あぼ あきら、1933年4月5日 - ）は、日本の実業家。ミドリ電化創業者。兵庫県出身。

## 経歴
1957年に住友工業高校を卒業。1959年にみどり電化商会を創業し、1961年にはミドリ電化社長に就任。尼崎城の再建の際には、建設費を私費として、寄付した。